# Аксень (река)
Аксень — река в России, протекает по Ухоловскому району Рязанской области. Левый приток реки Мостья.

## География
Река Аксень берёт начало у одноимённой деревни Аксень. Течёт на север, впадает в Мостью у посёлка городского типа Ухолово. Устье реки находится в 62 км от устья Мостьи по левому берегу. Длина реки составляет 15 км, площадь водосборного бассейна — 107 км².

## Данные водного реестра
По данным государственного водного реестра России относится к Окскому бассейновому округу, водохозяйственный участок реки — Проня от истока и до устья, речной подбассейн реки — Бассейны притоков Оки до впадения Мокши. Речной бассейн реки — Ока.
Код объекта в государственном водном реестре — 09010102112110000025752.